# Прелом пениса
Фрактура пениса или прелом пениса представља тежак облик повреде (руптире) кавернозних тела (лат. corpus cavernosum), са деформацијом нормалне осе пениса, који настаје као последица цепања мембране под називом (лат. tunica albuginea), након прекомерног савијања пениса у току ерекције. Релативно је ретка болест, али захтева хирну интервенцију због могућих последица.
Манифестује се пуцкетањем током померања пениса, болом различитог интензитета, модрицом (крвним подливом), отоком и губитком ерекције. У већини случајева прелом пениса је ургентно стање у урологији које захтева интервенцију уролога, који проблем покидана мембране, може успешно да реши оперативним захватом, у општој анестезији, која у просеку траје око сат времена. Главни циљ лечења заснива се на очувању дужине пениса дужине, његове еректилне функције и одржавање способности да стоји усправно.
Трауматска повреда пениса може бити праћена и повредом уретре, ако су повређена оба кавернозна тела, и захтева хитну реконструкцију мокраћне цеви како би се отклонили поремећаји у мокрењу.

## Анатомија
Пенис или полни уд  је мушки полни орган који је анатомски подељен на три дела; корен пениса, тело пениса и главић пениса.
Корен пениса
Ова анатомска структура пениса налази се испод стидне кости и обезбеђује стабилност и чврстину пенису када је он у усправном или укрућеном стању. 
Тело пениса
Највећи део пениса чини његово тело, које се састоји се од два кавернозна и једног сунђерастог тела. Уретра прелази кроз сунђерасти део пениса који се завршава се на главићу пениса, на коме је меатус или излазни отвор молраћне цеви. Оба кавернозна тела, која се називају и еректилним телима, омогућавају ерекцију када се потпуно напуне крвљу. 
Главић пениса
Дистално проширење сунђерастог тела је главић пениса. Главицу прекрива слобода кожица пениса или препуцијум, уколико није обрезана у детињству.

### Инервација пениса
Пенис је инервисан од левог и десног дорзалног нерва, који су са својим гранама одговорни за сензорне функције пениса. Локација ових нерава, у односу на оријентацију уз помоћ часовника, је на 10 и 14 часова, али, у стварности, локација значајно варира. О њиховом положају приликом  хируршких интервенција мора да се строго води рачуна како би се избегла јатрогена повреде дорзалних нерава.  
Пенис је такође инервиран и од грана пудендалног нерва.

### Васкуларизација пениса
Пенис је орган богат васкуларном мрежом, која крвљу снабдева унутрашња пудендална артерије. Унутрашња пудендална артерија излази из унутрашње бедрене артерије (или доњотрбушне артерије), и потом се грана у дубоке артерије пениса, булбарне артерије, и артерију уретре. 
Дубока артерија пениса прелази у кавернозне артерије, и има функцију да снабдева крвљу кавернозно тело пениса. 
Уретрална артерија снабдева главића пениса и његово сунђерасто тело. 
Булбарна артерија снабдева крвљу булбарни део уретре и булбоспонгиозни мишић.

## Епидемиологија
Учесталост прелома пениса је јако мала и на основу података из литературе, од 2001. године, пријављено је 1.331 случај.
Пратеће оштећење уретре евидентирано је у 10-58%, случајева након прелома пениса.
Траума током сексуалног односа одговорна је за око једну трећине свих случајева када је позиција жена у полном односу доминантна.

## Етиологија
У западној хемисфери, прелом пениса обично се дешава;
- Током сексуалног односа када пенис склизне из вагине, па уместо да продире у вагину упире у неку чвршћу структуру нпр. перинеум или стидне предео.
- Приликом извођења одређених „сексуалних акробација“ у кревету.
- Након индустријских удеса,
- Мастурбације,
- Рањавања ватреним оружјем
- Након било које друге механичке трауме која изазива насилно и прекомерно савијање пенис у ерекцији.
- Током наглог скидања или облачења одећа, када је пенис у ерекцији.

У земљама Блиског истока, повреда је обично последица;
- Бројних манипулација пенисом како би се постигла детумесценца (јако сексуално узбуђење).

## Клиничка слика
Пацијенти описују прелом пениса као појаву необичног звука у пенису у облику пуцкетање, крцкање, са појавом отока и подлива. 
Болесници се могу жалити и на појаву минималног до јаког оштрог бола, чији интензитет зависи од озбиљности и локализације повреде.

## Дијагноза
Дијагноза прелома пениса поставља се на основу анамнезе, физикалног налаза и имиџинг тестова. 
У анамнези болесник најчешће наводи да је пенис повређен током сексуалног односа, када је партнерка била одозго са обе стране пениса, или када је током сексуалног односа, извучени пенис, нагло ударио у перинеум или пубични део женског партнера. Пацијенти понекад наводи и да су имали сексуалне односе на столу (са пацијентом одозго) када је пенис нагло излетео, и снажно ударио о ивицу стола.
Имиџинг тестове треба урадити код:
- Нејасних случајева о врсти повреде, треба обавити каверносонографски или МРИ преглед.[12]
- Сумње на удружену повреду, пре свега уретре, треба урадити преоперативну ретроградну уретерографију.[11]

- Ултразвук пениса, поглед са десне стране.  Уздужни пресек показује руптуру тунике албугинее са суседним хематомом од 1,92 cm, услед трауме.
- Аксијални Т2-пондерисани турбо спин-ехо скенер магнетном резонанцом које показује левострани дисконтинуитет тунике албугинее (стрелица), секундарно након прелома

## Терапија
Руптура тунике албугинее и руптура кавезних тела, код прелома пениса, морају да се решавају оперативним путем. Остале (лакше) повреде могу да се третирају конзервативно. Важан задатак хируршких интервенција је очување потенције (чак и када је постојала пре повреде), која је понекад немогућа после санације тешке трауме јер у већини случајева настаје лезија тзв. неуроваскуларне петељке. То не значи да није могуће очување потенције, јер је основни циљ оперативних захвата реконструкција настале трауме у што већој мери.
Ако реконструкција пениса мора бити одложена због политрауме, а прелом пениса прати и повреда уретре, може се извршити супрапубична дренажа мокраће. 
Према подацима из литературе, правовремена хируршка терапија резултује значајно мањим бројем компликација. Тако је нпр. Muentener објави да је успешност операције код хируршки лечених болесника 92%, у односу на 59% код оних који су лечени конзервативно. 
Поред тога, хируршки третман даје добре резултате и након дужег времена после повреде. Према подацима из једне студије разлику у опоравку након ране или одложене интервенције код пениса прелома није се значајно разликовала.
Основни принципи на којима се заснива хируршка терапија прелома пениса су:
- Оптимална хируршка експозиција.
- Евакуише хематом.
- Идентификује места повреде.
- Кориговање оштећења тунике албугине.
- Санација повреде уретре.

У току хируршког третмана користе се три врсте реза за корекцију прелома пениса: директни преко дефекта, циркуларни-дегловинг рез, и препонско-скротални рез.
Директни рез преко дефекта
Рез директно преко откривеног дефекта у корпус кавернозума омогућава минимално дисекцију неуроваскуларних структура, али не даје потпуну процену како кавернозног и спонгиозног тела. Тако да многи аутори не саветују ову врсту приступа.
Циркуларни-дегловинг рез
Циркуларни-дегловинг рез почиње један сантиметар проксимално на коронарни сулкус и даје одличан увид у стање прелома излагање. Међутим, он смањује полне сензације у пенису. 
Ингвинално-скротални рез
Ингвинално-скротални рез обезбеђује одличан увид у стање базе и дорзалних површине пениса. Ако је потребно, цео пенис се може изврнути наопачке како би се повећало хируршко поље. Овај рез се најчешће користи за сложеније повреде које се налазе у непосредној близини базе пениса.

### Индикације и контраиндикације за хируршко лечење
Индикације
Индикације за непосредну хируршку интервенцију укључују присуство очигледних клиничких знакова и симптома за прелом пениса. 
Операција је такође оправдано ако се каверносографијом или магнетном резонантном томографијом установи нејасан налаз али су клинички знаци указују на преломом пениса.
Контраиндикације
Контраиндикације за хируршку терапије укључују;
- нетолеранцију према општој анестезији
- негирање у историји болести трауме пениса
- потпуно уредан налаз након физичког прегледа.

Код болесника са политраумом, прво се морају збринуте повреде опасне по живот. Операција пениса се може одложити све до тренутка док болесник не постане медицински стабилан. Ако хируршка терапија мора да буде одложена, лечење се започиње апликацијом хладних облога, применом инфузионих раствора и антиинфламаторних лекова, до почетка коначног хируршког збрињавања.

### Постоперативни ток
Рано кируршко лечење прелома пениса даје одличне резултате и после краткотрајне хоспитализације, омогућује брзо враћање потпуној сексуалној активности.
Болесници са отпуштају кући након 1 до 3 дана од оперативног лечења, уз редовну употребу лекова против болова и оралних антибиотика Ако је повреда уретре лечена интраоперативно уграђен Фолијев катетер уклања се пре отпуштања болесника из болнице. Превијање оперативне ране траје у просеку седам дана.
Док неки ауторитети заступају став да треба извесно време спречавати спонтану ерекцију диазепамом или стилбоестролом, други верују да су болни стимуланси довољна контроле како би се спречила спонтане ерекције, и не саветују употебу седатива и других лекова против спонтане еркције.
Дуготрајним праћењем болесника после конзервативног лечења прелома  пениса (преко годину дана) регистрована је и у литератури описана и место-специфична вено-оклузивна дисфункција пениса. Док су, такође на основу објављених студија, дуготрајни резултати после оперативног лечења прелома пениса били одлични.